# Hargicourt, Aisne

Hargicourt este o comună în departamentul Ain, Franța. În 1 ianuarie 2022 avea o populație de 551 de locuitori.